# Beforeigners
Beforeigners è una serie televisiva norvegese, prodotta dalla HBO e dalla Rubicon TV AS nel 2019. La serie, creata da Anne Bjørnstad e da Eilif Skodvin, è stata girata in Norvegia e in Lituania con la regia di Jens Lien.
Dopo una prima stagione composta da 6 puntate, nel settembre 2020 la serie è stata rinnovata per una seconda stagione sempre di 6 puntate.
Nel gennaio 2022 il "Norwegian Film Institute" ha annunciato che la Rubicon TV stava cercando fondi per produrre una terza stagione della Serie.

## Trama

### Prima stagione
La serie si svolge a Oslo, dove improvvisi lampi di luce compaiono nella baia di Bjørvika: un gran numero di persone di epoche diverse del passato - l'età della pietra, l'età vichinga e il XIX secolo - appaiono improvvisamente nel presente.
L'agente di polizia Lars Haaland (Nicolai Cleve Broch) e sua moglie incinta incontrano i primi "migranti", che parlano antico norvegese. Pochi anni dopo, i cosiddetti "beforeigners", i "migranti temporali" lottano per integrarsi nella moderna società norvegese. Alcuni degli individui del XIX secolo hanno trovato lavoro come giornalisti, impiegati e insegnanti, mentre la maggior parte dei vecchi norvegesi sono senzatetto e dormono nei parchi. Coloro che provengono dalla Preistoria vivono ai margini della società e nelle foreste. Molti norvegesi moderni percepiscono questi "rifugiati" come un danno per la società.
Lars Haaland ora vive da solo con sua figlia Ingrid, 18 anni, mentre la sua ex moglie vive da neo-vittoriana con un marito del XIX secolo. Lars, all'insaputa di tutti, è dipendente dalle "gocce di tempo" una droga utilizzata sui visitatori temporali per attenuare i loro disturbi. 
Discute animatamente con la sua ex moglie a proposito di Ingrid perché la loro figlia vuole andare al Russefeiring, una festa tradizionale per i liceali norvegesi.
I migranti continuano a comparire nel porto su base giornaliera. Una donna con tatuaggi dell'età della pietra e i denti marci viene trovata morta su una spiaggia e Lars viene incaricato delle indagini.
È in coppia con una poliziotta appena nominata, Alfhildr Enginnsdottir (il cui patronimico significa: figlia di nessuno, essendo stata adottata da bambina. Interpretata da Krista Kosonen), una contadina vichinga dell'XI secolo: la prima agente di polizia con un "background multitemporale", ma viene evitata da alcuni suoi colleghi, che la considerano inidonea al lavoro. 
Lars e Alfhildr si abituano gradualmente a lavorare insieme, anche se hanno i loro occasionali scontri e disaccordi. 
L'autopsia della donna morta rivela che è stata strangolata e ha strani segni incrociati sulla schiena. Una giovane ragazza riferisce di aver visto un "mostro marino verde con occhi luminosi" afferrare la donna morta e che poi si scopre essere stata la rete a strascico di un peschereccio. Mentre le indagini continuano, l'attenzione dei poliziotti va a un individuo di nome Navn (Oddgeir Thune), un uomo dell'età della pietra che ha intrapreso loschi affari nel giro della prostituzione, diventando un sospetto. Una seconda autopsia della donna morta rivela che in realtà non appartiene al passato, ma piuttosto è una norvegese contemporanea. Diventa evidente una nuova tendenza, quella in cui gli "aspiranti migranti nel tempo" cancellano le loro identità del XXI secolo e vivono come Beforeigners.
Nel corso della serie, Alfhildr ha dei flashback momentanei sul suo passato vichingo. Si scopre che in realtà era una guerriera invece che la moglie di un contadino. Nel suo tempo libero, cerca un uomo di nome Tore Hund (Stig Henrik Hoff). Incontra una vecchia amica, Urd Sighvatsdottir (Ágústa Eva Erlendsdóttir), un'altra ex guerriera. Urd presenta Alfhildr alla sua comunità, che proviene principalmente dall'era vichinga. In poco tempo, rintracciano Tore Hund, che ora si chiama "Tommy" e non ha memoria del passato, sebbene Alfhildr e Urd siano convinte che sia Thorir Hund, colui che ha ucciso Olaf il Santo, di cui erano guerriere. Un attacco da parte di un individuo che afferma di essere un seguace di Olaf fa scattare alcuni ricordi in Tore, inducendolo a cercare risposte. Nel frattempo, Ingrid e le sue amiche vanno al Russefeiring e tentano di simulare una migrazione temporale. Una di loro, Maddie, assume una grande quantità di gocce di tempo che ha rubato a Lars. Mentre salta in acqua, un lampo temporale scarica simultaneamente altri migranti. Maddie è improvvisamente più vecchia, con denti marci e visioni del passato. Le ragazze vengono messe in quarantena. Maddie soffre di una crisi d'identità e inizia a pregare devotamente. Verso la fine della stagione, Maddie si reca in un'antica chiesa e scava una spada e un crocifisso. Viene accolta da un Vichingo cristiano che si scopre essere stato Olaf il Santo.

### Seconda stagione
Una seconda Stagione di 6 episodi è stata trasmessa da HBO dal 5 dicembre 2021 al 2 gennaio 2022. 
La trama segue quella della prima stagione con nuovi sviluppi.
Lars e Alfhildr indagano su alcuni brutali omicidi che sembrano legati a Jack lo Squartatore. Due falsi consulenti della polizia britannica confermano il collegamento con gli omicidi di Jack lo Squartatore, anche se in seguito vengono smentiti dalla vera polizia di Londra. Ingrid è incinta del bambino di Sturla Arnesson (un conduttore tv di origini vichinghe) mentre è in corso la ricerca di tre donne che sono "emigrate nel tempo" dalla Londra vittoriana a Oslo. Il DNA di Magnus conferma la sua identità di Olaf il Santo. Una Vǫlva dell'era vichinga rivela l'importanza di Alfhildr per la reintegrazione di Olaf come re di Norvegia. Lars e Alfhildr vanno alla ricerca John Roberts, un fisico teorico che ritengono implicato nei trasferimenti temporali.

## Episodi
| Stagione         | Episodi | Prima TV Norvegia | Pubblicazione Italia |
| ---------------- | ------- | ----------------- | -------------------- |
| Prima stagione   | 6       | 2019              | 2020                 |
| Seconda stagione | 6       | 2021-2022         | 2022                 |

## Produzione
Dopo aver creato la serie Lilyhammer, Anne Bjørnstad e Eilif Skodvin hanno deciso di esplorare idee relative alla fantascienza. Skodvin ha suggerito il concetto central, ovvero rifugiati che arrivano non da un luogo diverso ma da tempi diversi, e la storia è stata costruita attorno al concetto, con due personaggi principali, Lars e Alfhildr. Gli sceneggiatori sono stati ispirati da serie come True Love, District 9, e la storia stessa è stata influenzata da The Leftovers - Svaniti nel nulla e da classici di fantascienza come Il mondo nuovo e 1984. 
L'attrice finlandese Krista Kosonen ha dovuto imparare il norvegese e l'antico norreno per il suo ruolo. Le riprese si sono svolte a Oslo e in Lituania.

## Accoglienza
Il sito Rotten Tomatoes riporta una valutazione del 97% 
Secondo Wired: Beforeigners funziona perché fonde in modo accattivante diversi generi: c’è il mistero fantascientifico di questi viaggi nel tempo, ma anche la storia crime delle indagini e del progressivo svelamento di misteri che affondano le proprie radici nei risvolti più oscuri della società...È raro vedere una narrazione così inventiva e insolita, e al contempo così pregna di ricadute e riflessioni sul nostro presente. Beforeigners centra tutti i suoi obiettivi, portandoci lontano (nel tempo) ma parlando di ciò che accade proprio vicino a noi.